# Parc de la Pegaso
El Parc de la Pegaso està situat al barri de la Sagrera de Barcelona, als terrenys de l'antiga fàbrica d'ENASA (Empresa Nacional de Autocamiones, SA), constructora dels famosos camions Pegaso. Inaugurat el 1986, encara se'n conserven algunes restes, com la porta d'entrada i l'edifici d'oficines, destinat a equipaments del barri.

## Descripció
Dissenyat pels arquitectes Enric Batlle i Joan Roig, combina el paisatgisme amb espais lúdics i esportius. Hi ha tres àrees principals: la de jocs infantils; una zona d'aspecte més arquitectònic, amb parets i columnes amb pèrgoles, que allotja diverses pistes esportives; i la zona paisatgística, que és potser l'element més destacat del parc, amb un estany de traçat sinuós que recorre bona part del parc com un canal, travessat per diversos ponts, un d'ells corbat, a l'estil japonès. El canal circumda una extensa àrea verda que pren certa altura a diversos punts, amb miradors que ofereixen una ampla vista del conjunt.

### Vegetació
Entre les espècies presents al parc hi ha: el desmai (Salix babylonica), l'àlber (Populus alba), el pollancre del Canadà (Populus x canadensis), alguns Cyperus (Cyperus involucratus i Cyperus papyrus), el xiprer dels pantans (Taxodium distichum), el tamariu (Tamarix gallica), la bambusòidia (Phyllostachys sp.), la Phytolaca dioica, la magnòlia (Magnolia grandiflora), el margalló (Chamaerops humilis), el fals pebrer (Schinus molle), la Sparrmannia africana, l'eucaliptus (Eucalyptus globulus), el cedre de l'Himàlaia (Cedrus deodara), la xicranda (Jacaranda mimosifolia), el Ginkgo biloba, l'alzina (Quercus ilex), el pi pinyer (Pinus pinea), la mimosa de tot temps (Acacia retinodes), la palmera datilera (Phoenix dactylifera), l'abèlia (Abelia floribunda), el baladre (Nerium oleander), la troana (Ligustrum ovalifolium), la Pittosporum tobira i el marfull (Viburnum tinus).

### Aus
Les aus nidificants del parc són: el ballester (Apus melba), el bernat pescaire (Ardea cinerea), la cadernera (Carduelis carduelis), el colom roquer (Columba livia), la cotorra de Kramer (Psittacula krameri) i la cotorreta pitgrisa (Myiopsitta monachus), la cuereta blanca (Motacilla alba), l'estornell comú (Sturnus vulgaris), el falciot negre (Apus apus), el gafarró (Serinus serinus), la garsa (Pica pica), el gavià argentat (Larus michahellis), la gralla (Coloeus monedula), la mallerenga blava (Cyanistes caeruleua), la mallerenga carbonera (Parus major), la mallerenga emplomallada (Lophophanes cristatus), la mallerenga petita (Periparus ater), el martinet blanc (Egretta garzetta), la merla (Turdus merula), l'oreneta cuablanca (Delichon urbicum), l'oreneta (Hirundo rustica), el pardal comú (Passer domesticus), el pit-roig (Erithacus rubecula), el tallarol capnegre (Sylvia melanocephala), la tórtora turca (Streptopelia decaocto), el tudó (Columba palumbus), el verdum (Chloris chloris).

## Galeria

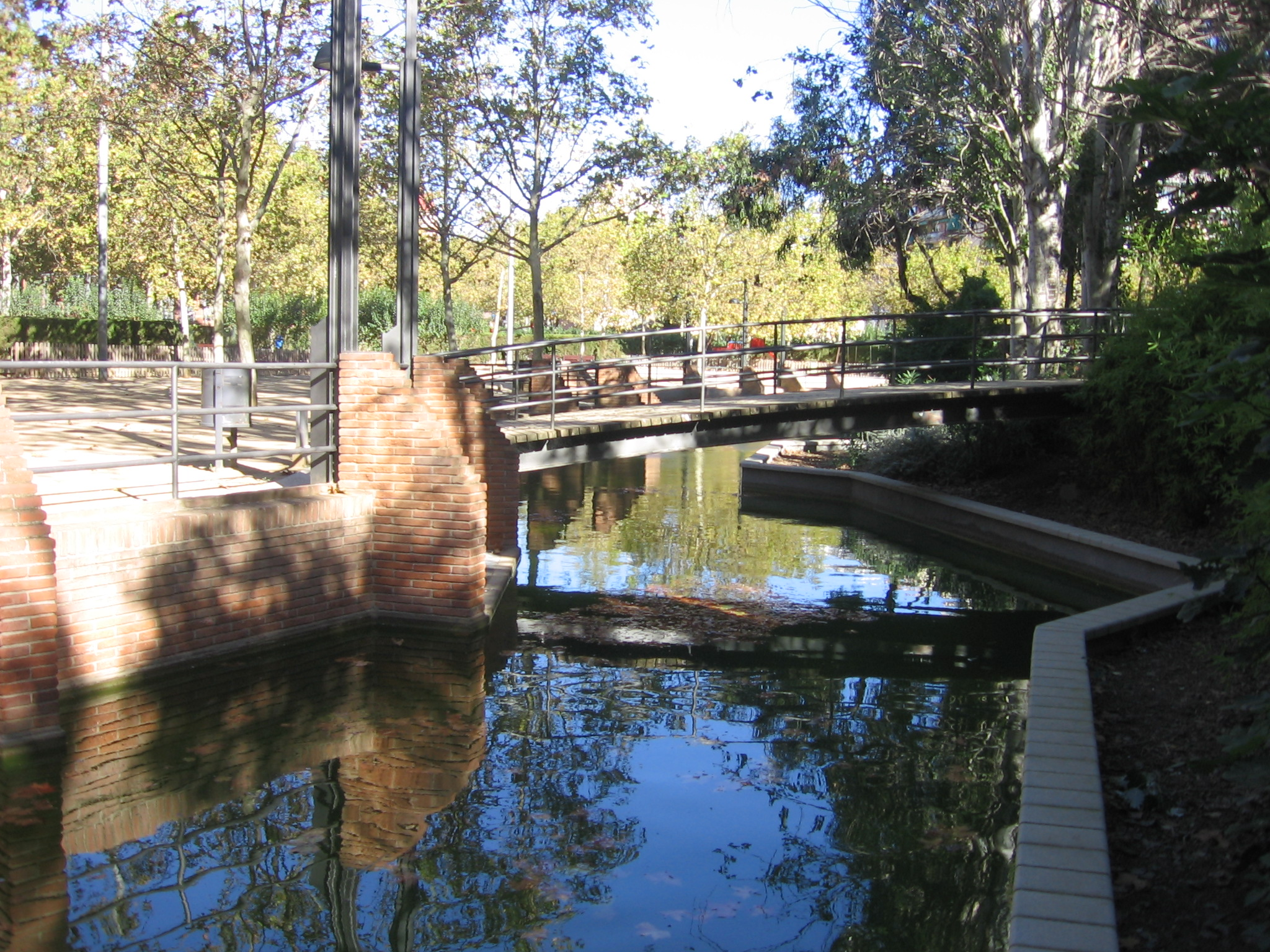
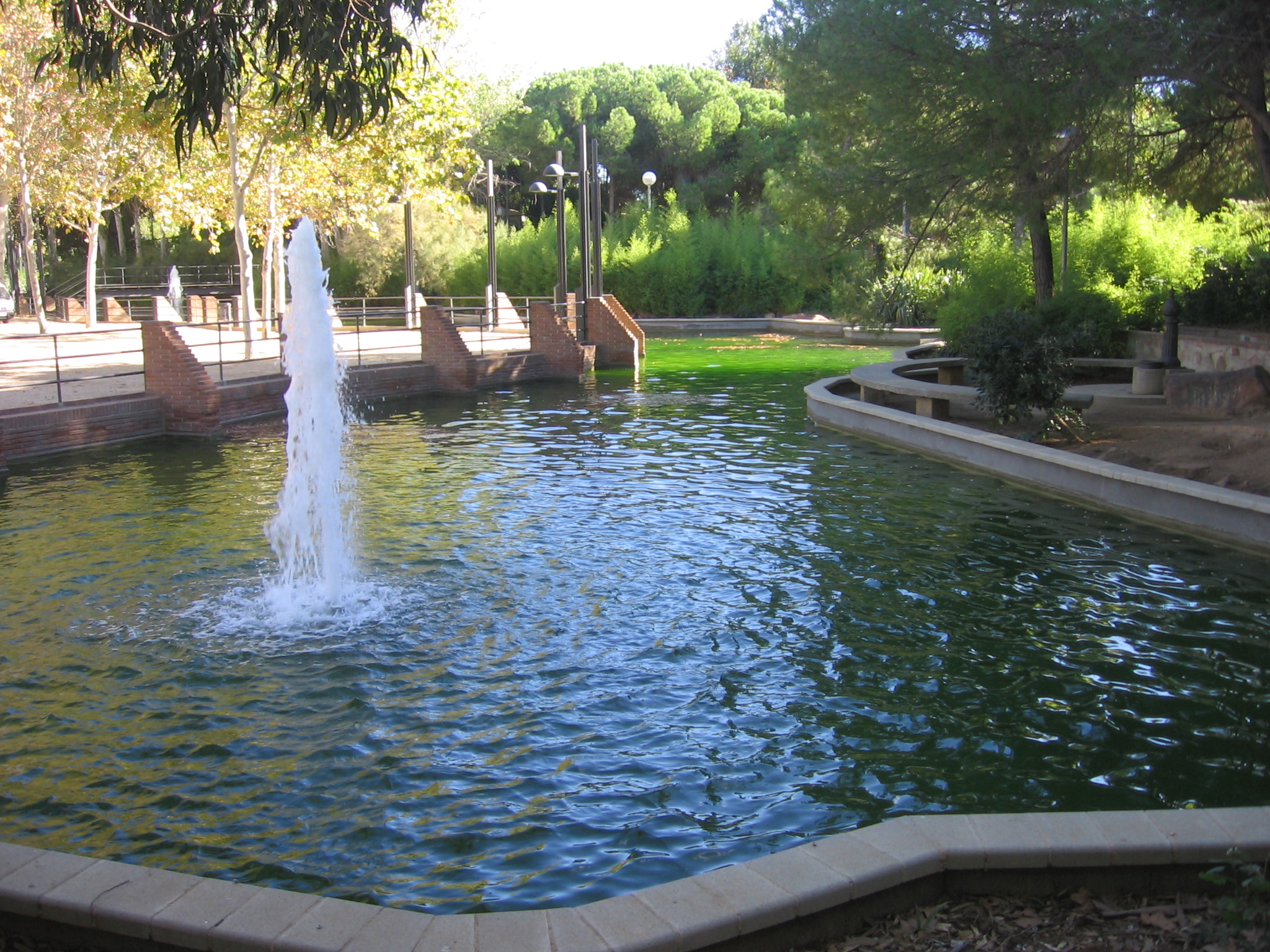
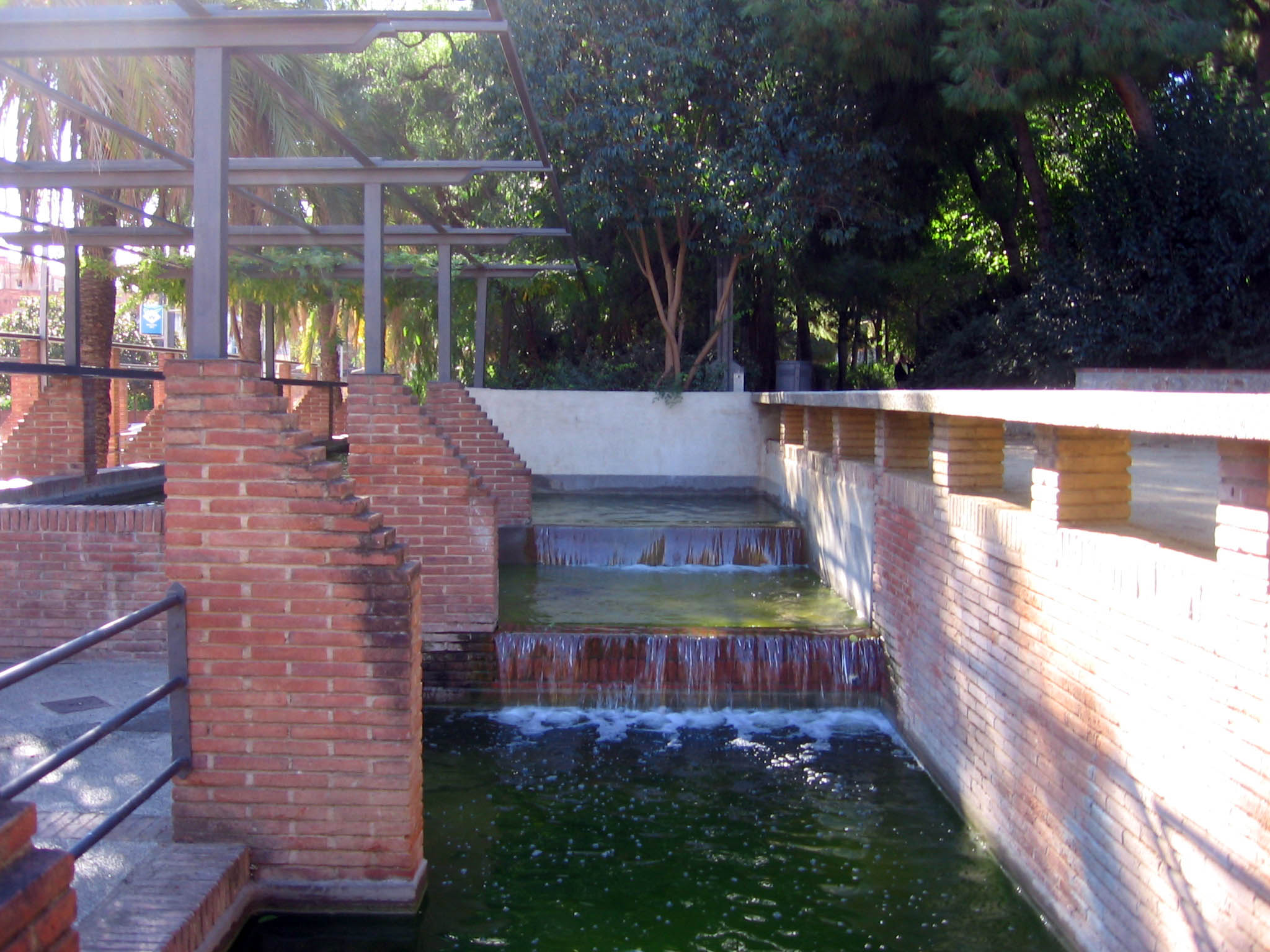
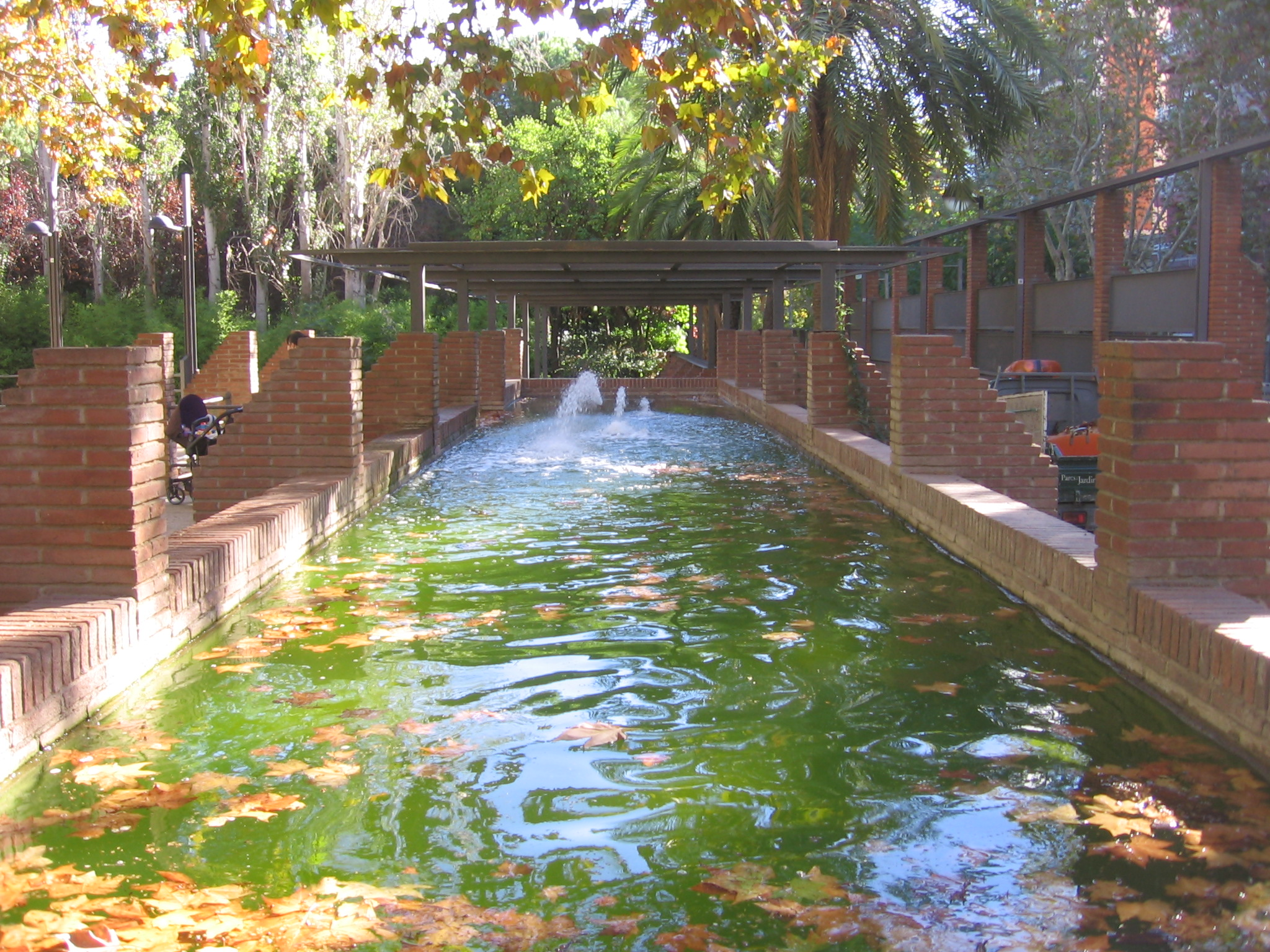
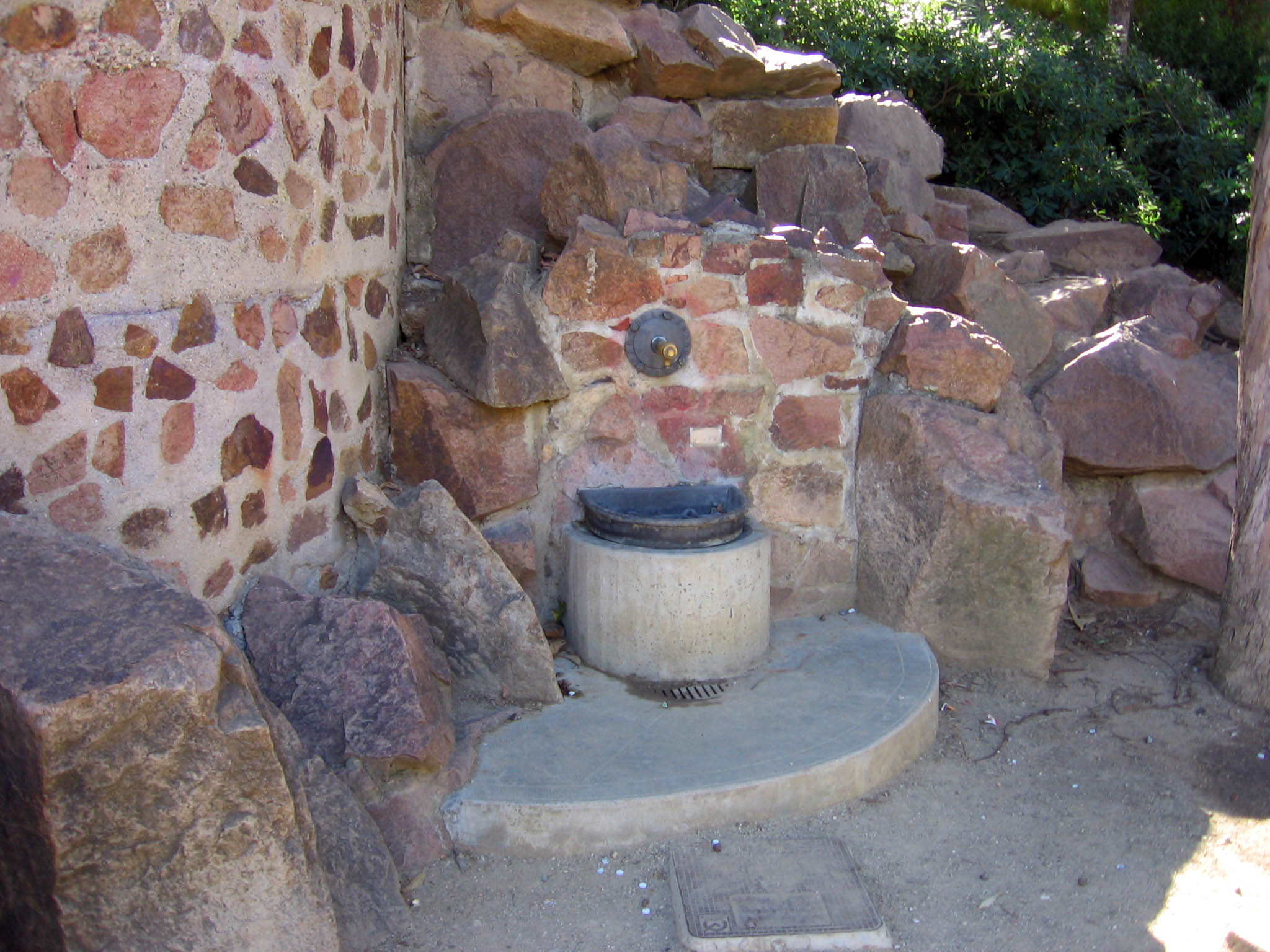